# Шерцль, Викентий Иванович
Вике́нтий Ива́нович Шерцль (чеш. Čeněk Šercl; 28 сентября 1843, Бероун, Богемия — 4 декабря 1906, Любляна) — чешский и российский филолог, санскритолог, специалист по сравнительно-историческому языкознанию, этимолог, доктор филологических наук.

## Основные этапы научной биографии
Сначала изучал китайский язык в Лондоне, с 1867 года — санскрит в Санкт-Петербурге.
В 1869 году за диссертацию: «Личные местоимения в санскрите» получил степень магистра и был избран доцентом сравнительного языкознания в Харьковском университете.
В 1880 году получил степень доктора в Московском университете за диссертацию: «Числительные в индоевропейских языках» и назначен профессором сравнительного языкознания в Харьковском университете. Активно сотрудничал с журналом «Филологические записки», издававшемся А. А. Хованским в Воронеже, который входил в то время в Харьковский университетский округ.
С 1885 года занимал должность профессора сравнительного языкознания в Новороссийском университете, владел более чем 30 языками.

## Основные научные труды
- «Сравнительная грамматика славянских и других родственных языков» (1 часть, Харьков, 1871; 2 часть, 1873);
- «Краткий изборник текстов на славянских языках» (ib., 1872);
- «Санскритская грамматика» (ib., 1873);
- «Синтаксис древнеиндийского языка» (ib., 1883);
  - Синтаксис древнеиндийского языка: падежи [Текст] : о согласовании частей речи, об употреблении чисел и падежей / В. И. Шерцль ; Российская Академия наук, Институт языкознания. — Санкт-Петербург : Нестор-История, 2019. — 369, [1] с.; 22 см; ISBN 978-5-4469-1495-1 : 1000 экз.
- «О словах с противоположными значениями» («Филологические записки», 1884);
- «Названия цветов и символическое значение их» («Филологические записки», 1884) — лучшее произведение, посвященное хроматической номенклатуре;
- «О конкретности в языках» (ib., 1885);
- «Начала религии и следы монотеизма в язычестве» («Православное Обозрение», 1884);
- «Очерки из области фонетики» («Филологические записки», 1886);
- «Основные элементы языка и начала его развития» (ib., 1886—1889);